# Kew Gardens (Metropolitano de Londres)
Kew Gardens é uma estação do Metrô de Londres e do London Overground, localizada nos Reais Jardins Botânicos de Kew, em Kew, em Londres, nas Zonas 3 e 4 do Travelcard. Ela serve a District line.

## História
A estação foi inaugurada pela London and South Western Railway (L&SWR) em 1º de janeiro de 1869, em uma área de market gardens e pomares. O caráter rural da área ao redor da estação é mostrado no mapa do Ordnance Survey de 1874. A estação estava localizada em um novo ramal L&SWR para Richmond construído a partir da West London Joint Railway começando ao norte da estação Addison Road (agora Kensington (Olímpia)). A linha passava por Shepherd's Bush e Hammersmith através de uma curva agora fechada e da estação Grove Road (também agora fechada) em Hammersmith. Através de uma curta conexão da North & South Western Junction Railway (N&SWJR) para Gunnersbury, a linha também era servida pela North London Railway (NLR).